# Susan Atkins
Susan Denise Atkins (San Gabriel (Californië), 7 mei 1948 – Chowchilla (Californië), 24 september 2009) was een Amerikaans misdadiger.
Atkins was onder de schuilnaam Sadie Mae Glutz lid van de Mansonfamilie die in een tijdsbestek van vijf weken in de zomer van 1969 op verschillende locaties negen personen vermoordde. De betrokkenheid van Atkins bij acht van de moorden werd bewezen geacht.
Nadat ze aanvankelijk ter dood veroordeeld was, werd het vonnis uiteindelijk omgezet in levenslange gevangenisstraf. Ze werd opgesloten op 1 oktober 1969. Dertien verzoeken tot vervroegde vrijlating werden afgewezen en uiteindelijk was Atkins de 'langstzittende' vrouw van de staat Californië.
Susan Atkins overleed in september 2009 op 61-jarige leeftijd in de Central California Women's Facility aan een hersentumor. Pogingen om haar, in haar kritieke toestand, haar laatste dagen buiten de gevangenismuren door te laten brengen, faalden.
Susan Atkins is het hoofdpersonage in het nummer Sadie van Alkaline Trio. Zowel de namen Sadie G. als Susan A. en Charlie (lees: Charles Manson) komen in de tekst voor.